# Julius Wunschik
Julius Wunschik (ur. 22 stycznia 1861 w Mechnicy, zm. 1 marca 1936 w Ząbkowicach Śląskich) – nauczyciel, radny miasta Raciborza, publicysta.
Ukończył seminarium nauczycielskie w Opolu, po czym został nauczycielem w raciborskim zakładzie dla głuchoniemych, gdzie doszedł do stopnia profesora gimnazjalnego. Działał społecznie, był także członkiem partii Centrum, z ramienia której przez dwie kadencje pełnił funkcję radnego miasta Raciborza. W 1928 roku przeszedł w stan spoczynku i osiadł w Ząbkowicach Śląskich. Znany jest z liryk oraz publikacji, głównie dotyczących Raciborza.

## Wybrane publikacje
- Jubelgoldblätter
- Ein Strauß Maiblumen
- In Gras und Blumen rund um Ratibor
- Welche Gräschen wachsen und blühen für Ratiborer Osterhäschen
- Blätter zum Lebenswege eines oberschlesischen Pfarrers
- Zum achtzigjähringen Bestehen der Taubstummenanstalt Ratibor
- Aus Vergangenheit und Gegenwart von Ratibor
- Festschrift des Vereins katholischer jungen Männer
- Geschichtliches über Ratibor
- Im Bereiche des hl. Annaberges
- Das oberschlesische Herz